# 蔵骨器
蔵骨器（ぞうこつき）または骨蔵器（こつぞうき）とは、簡単に言えば骨壺のことであるが、主として考古学で、火葬や洗骨葬の遺灰や遺骨を納めた容器のことをいう語である。インドや中国でみられる仏舎利容器は、その一種である。

## 概要
日本では、通常、洗骨した骨を納める容器も蔵骨器に含まれるので、火葬骨を納めた器に限定して言う場合「火葬蔵骨器」としたほうが良いとされる。器形としては、飛鳥～平安時代に蓋付きの球形の壺ないし短頸壺（たんけいこ）の器形をした須恵器や灰釉陶器などが用いられた。銅製の櫃形容器のものもあり、壺形に限定しないため「骨壺」より用語の範囲が広い。
中世になると「桶」とよばれ、各地方の在地で生産されている瓦質、軟質などと呼ばれる土器のほかに常滑焼の甕や壺、そして瀬戸焼の瓶子が用いられ、しばしば常滑焼や在地産の瓦質、軟質の捏鉢が蓋の代わりに使用された。なお、弥生時代の甕棺なども広義の蔵骨器には違いないが、通常、蔵骨器といった場合、飛鳥時代以降のものを総称している。
ヨーロッパや西アフリカなどでは、「Urn」と呼ばれる火葬骨収納用の甕が知られる。青銅器時代以降、エトルリアやローマの遺跡からしばしば蔵骨器が出土する。また、中央アジアでは、ゾロアスター教徒のオッスアリと呼ばれる箱型で霊廟や神輿の形をした石製の遺骨収納容器が有名であるがこれも蔵骨器の一種といえる。

## ギャラリー

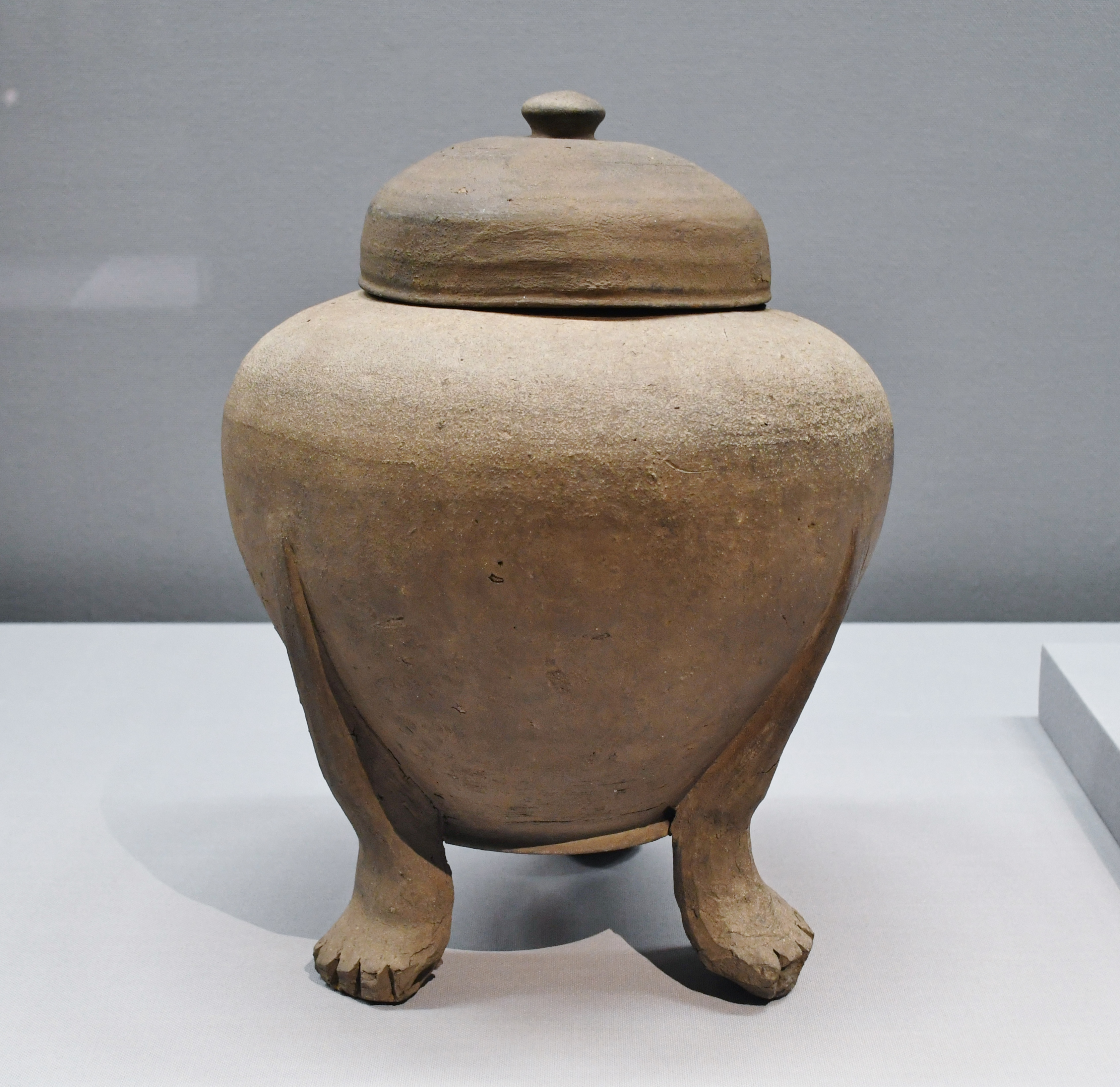
川崎市宮前区有馬出土 獣脚付骨蔵器 神奈川県川崎市。東京国立博物館展示。
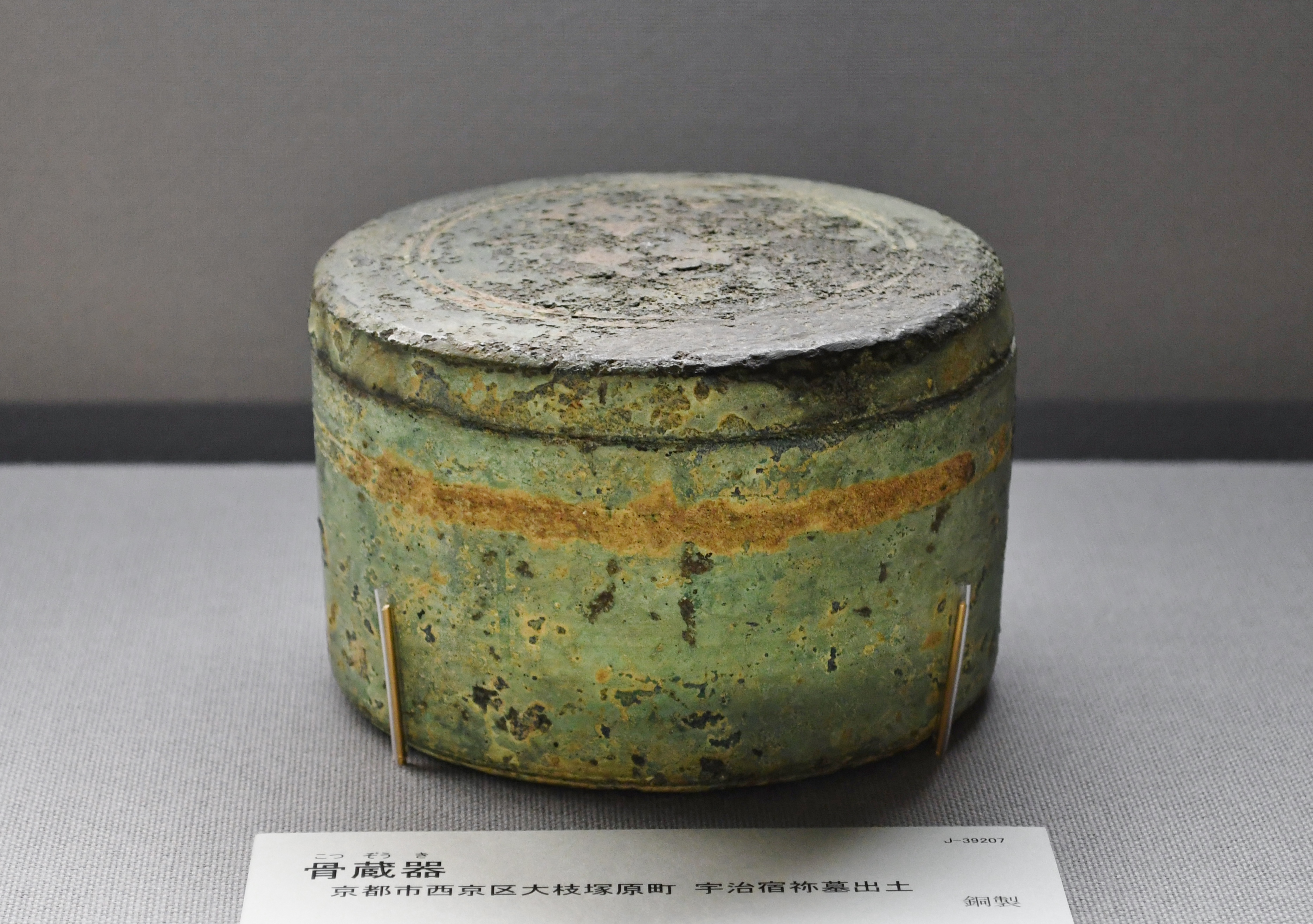
宇治宿祢墓出土 骨蔵器 京都府京都市。東京国立博物館展示。
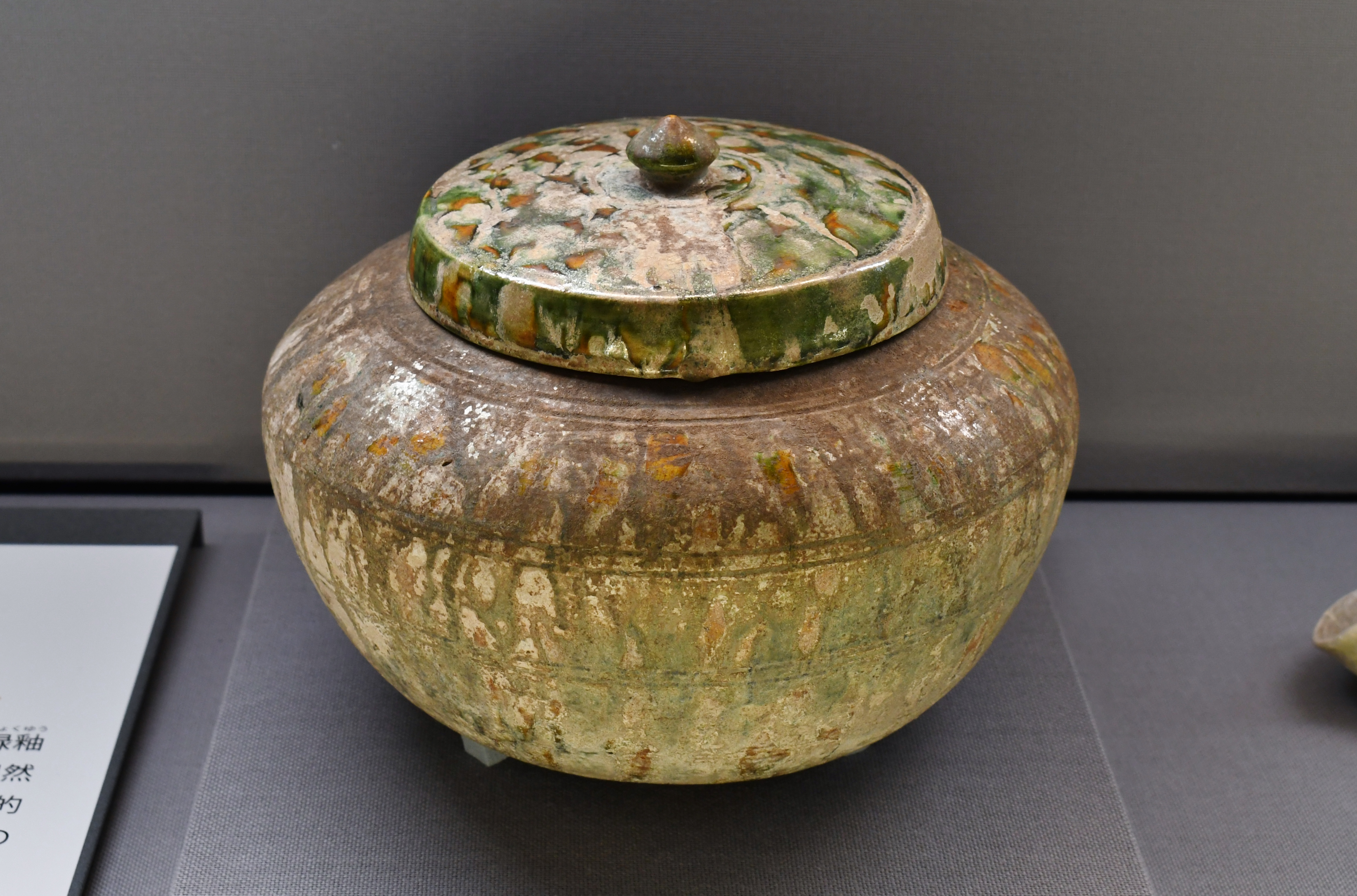
茨木市安威出土 三彩有蓋壺（重要文化財） 大阪府茨木市。東京国立博物館展示。
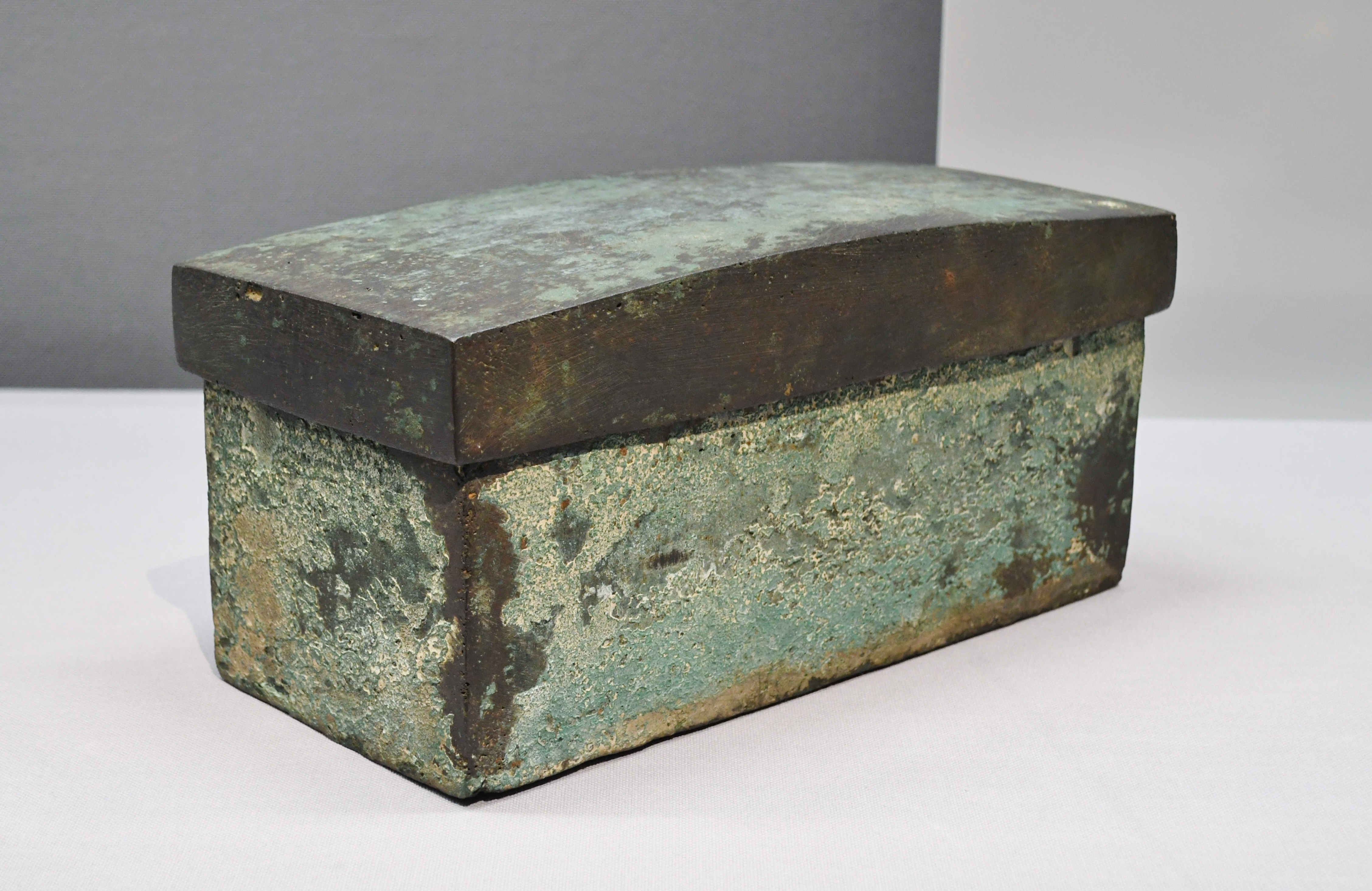
柏原市玉手山黄金塚出土 骨蔵器 大阪府柏原市。東京国立博物館展示。
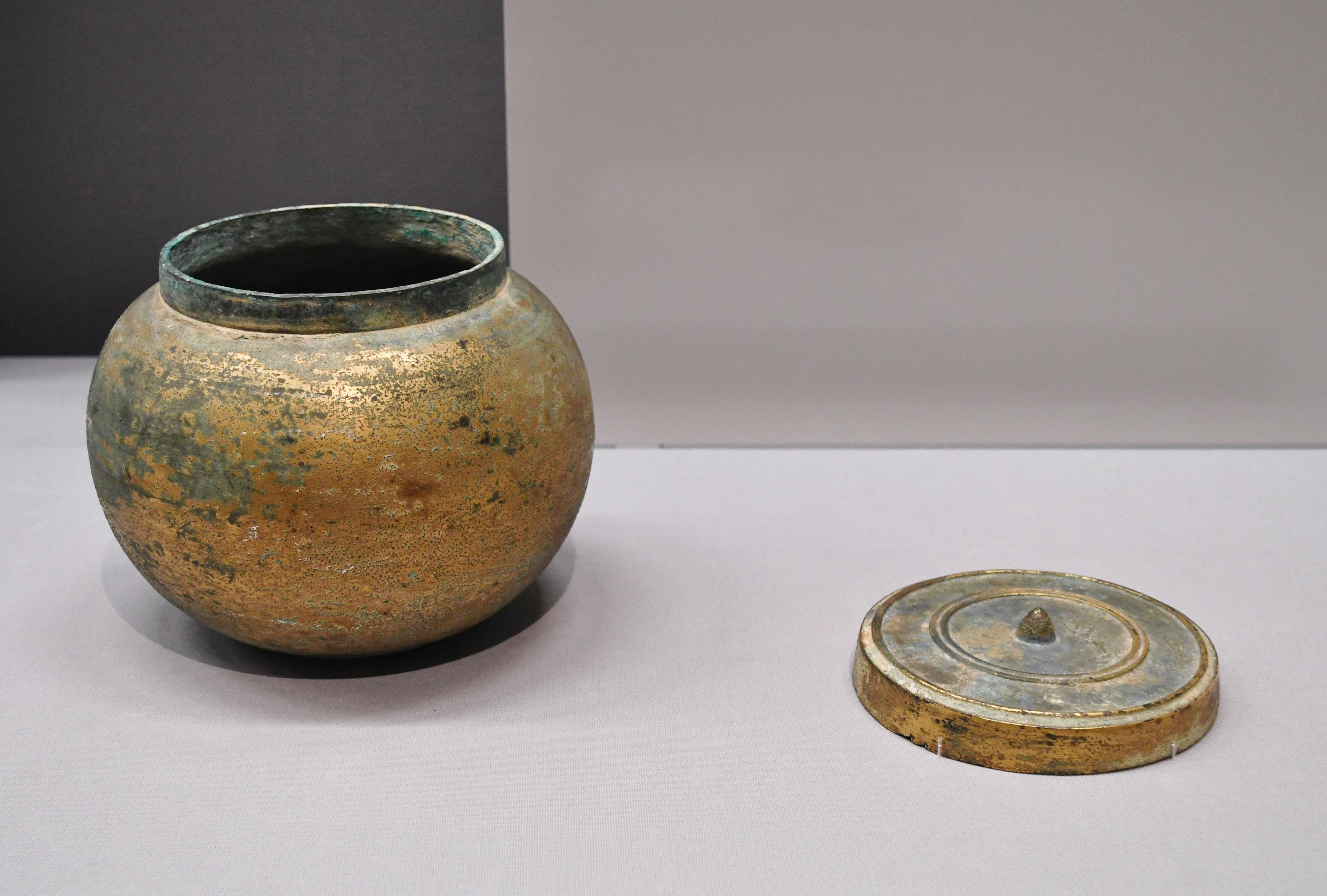
京都市右京区嵯峨長刀坂出土 骨蔵器 京都府京都市。東京国立博物館展示。
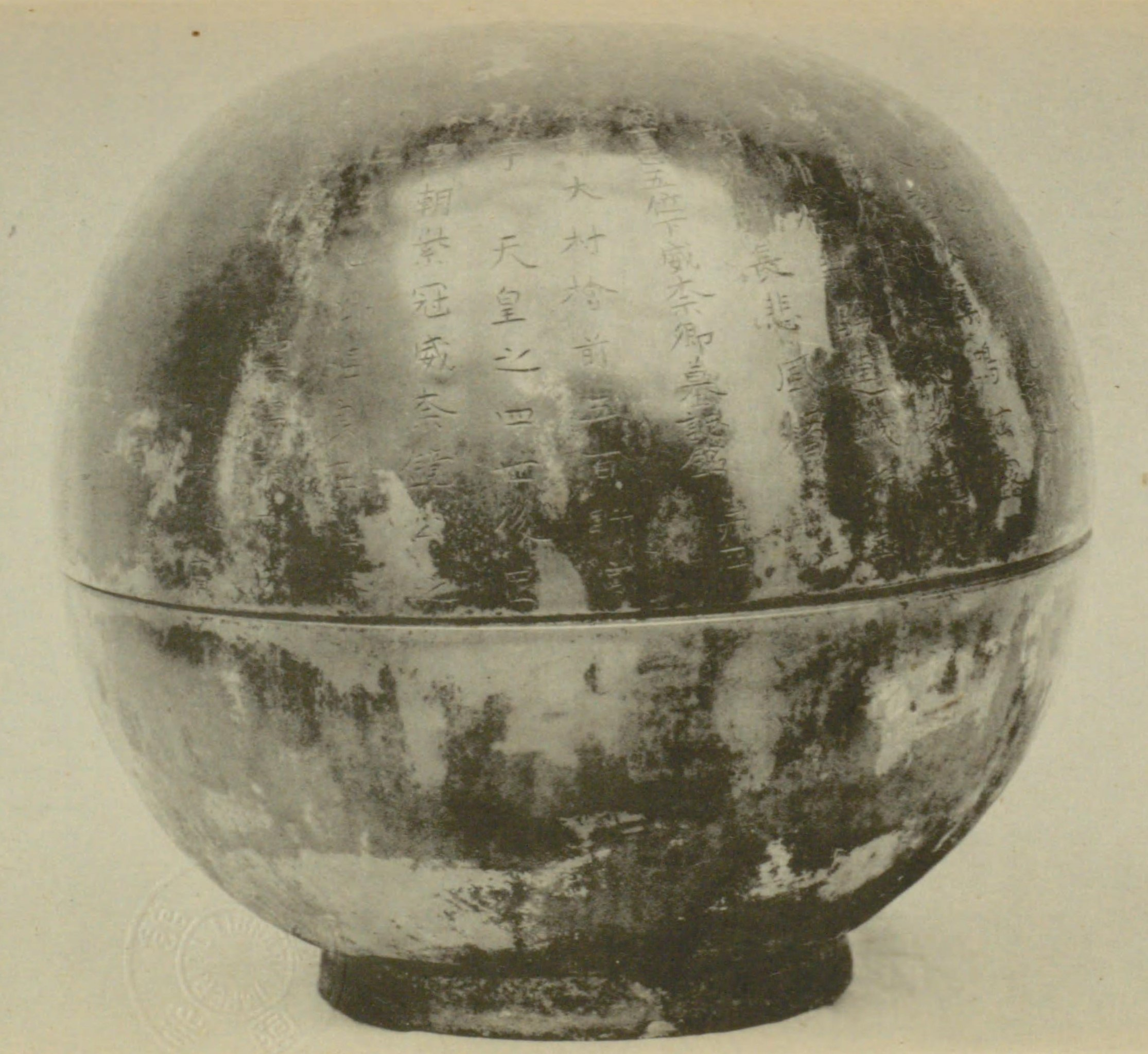
威奈大村骨蔵器（国宝） 奈良県香芝市。
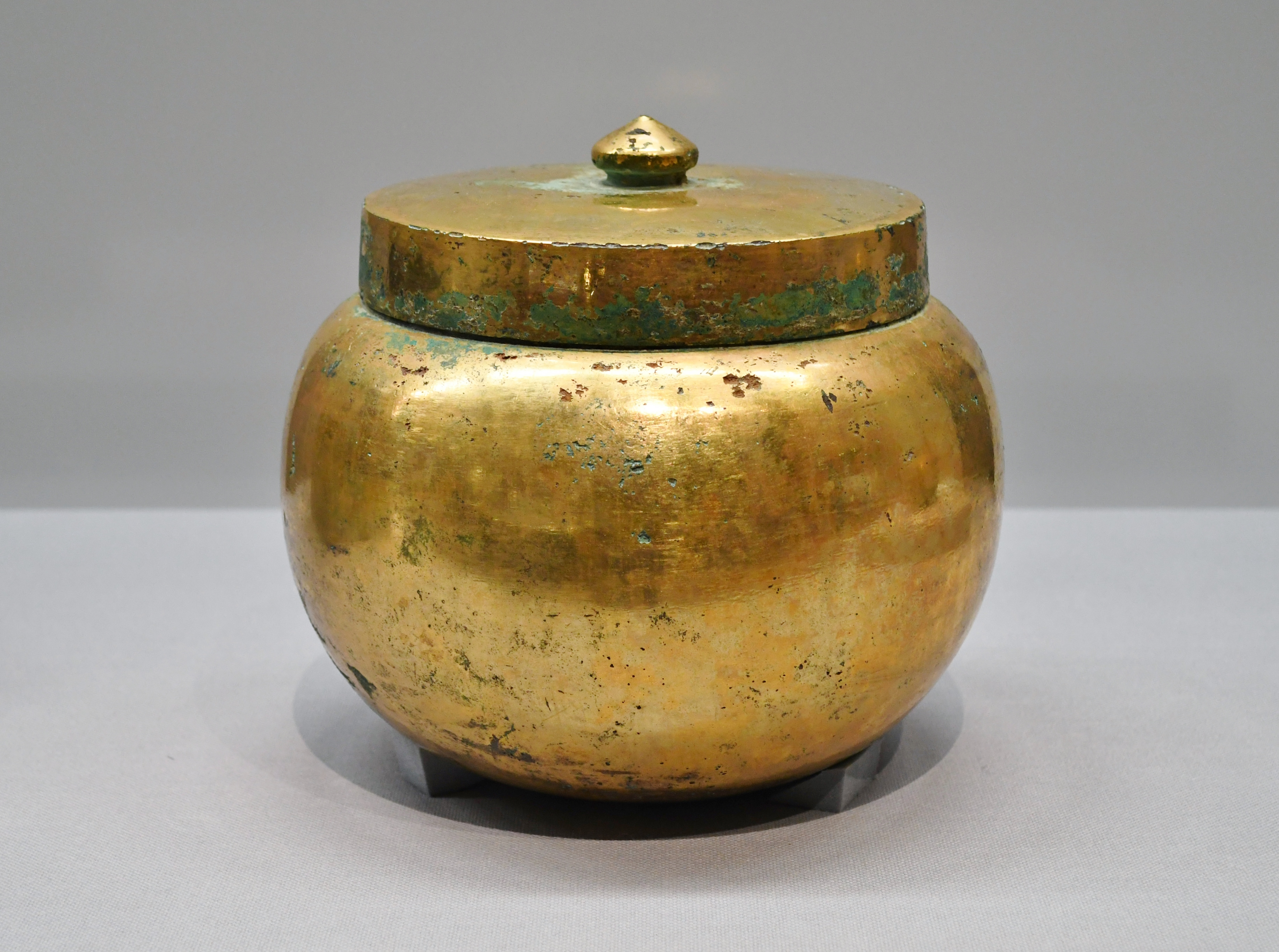
奈良県葛城市加守出土 骨蔵器（重要文化財） 奈良県葛城市。東京国立博物館展示。
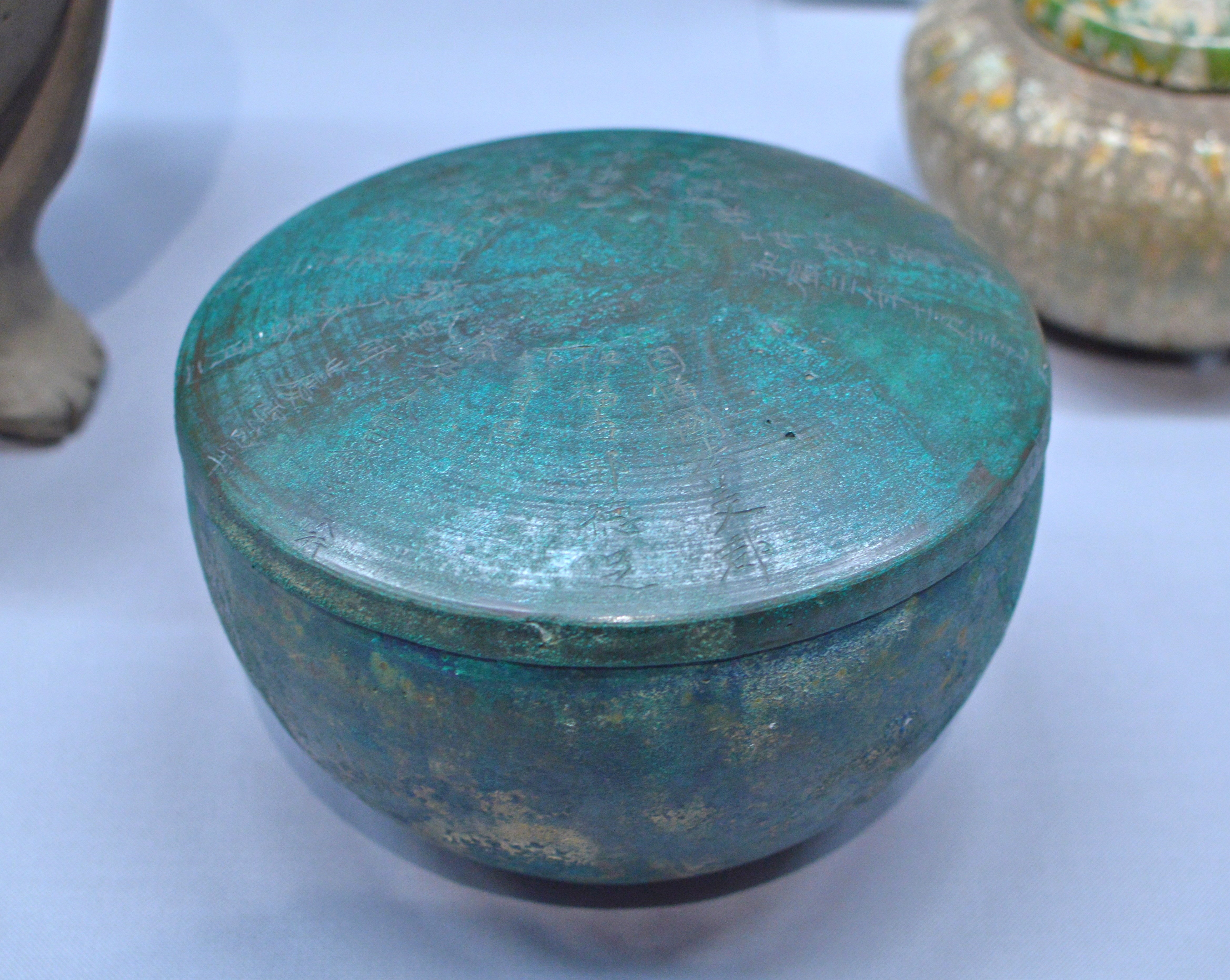
伊福吉部徳足比売骨蔵器（重要文化財） 鳥取県鳥取市。東京国立博物館展示。
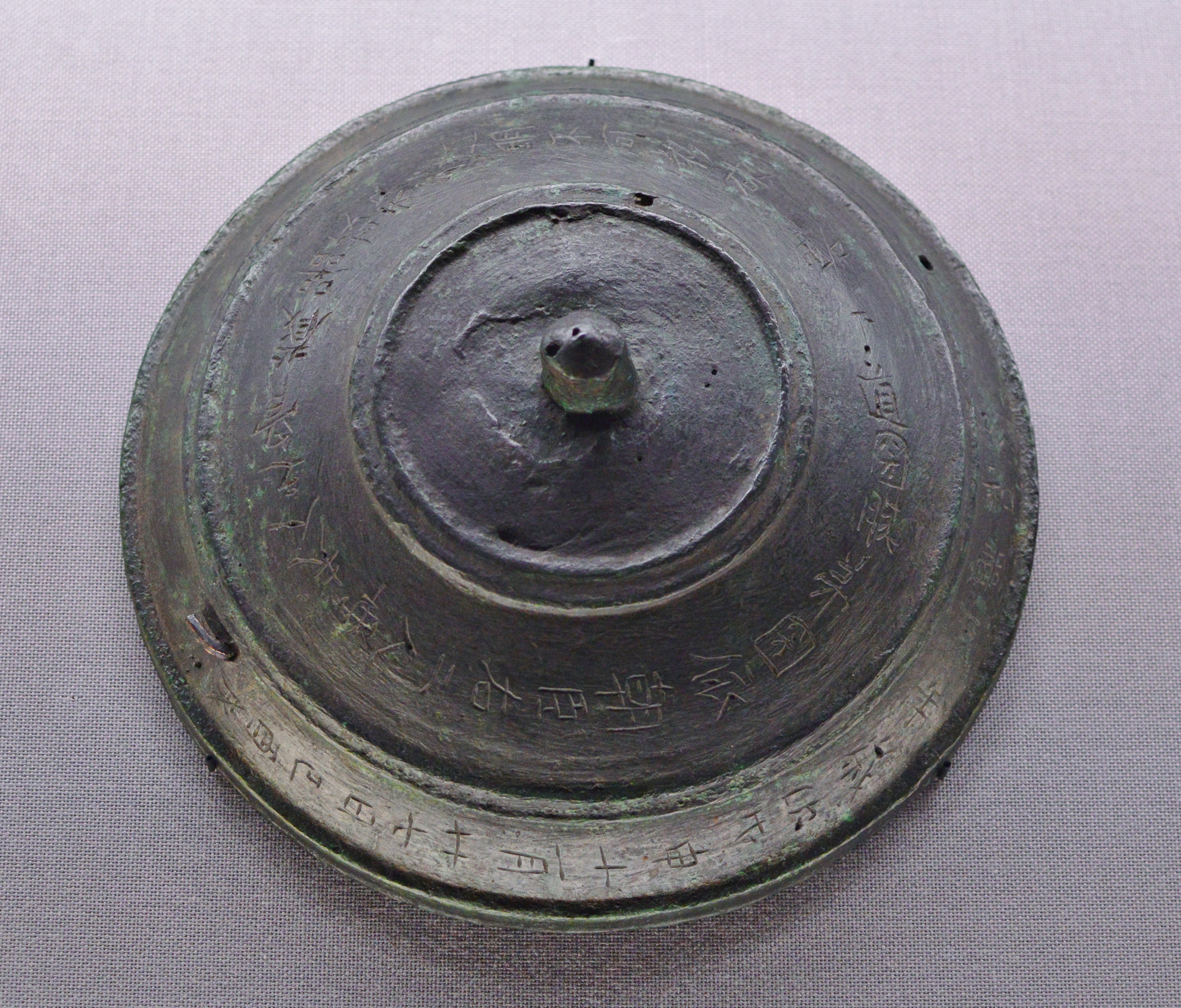
下道圀勝圀依母骨蔵器（複製） 原品は重要文化財。岡山県矢掛町。東京国立博物館展示。